# Chiesa di San Leonardo (Bagnone)
La chiesa di San Leonardo è un edificio sacro che si trova in località Castiglione del Terziere a Bagnone.
Notizie su una chiesa risalente al Medioevo si hanno a partire dal 1321. Tuttavia pochi anni dopo che la sede del Capitanato di Castiglione del Terziere, che faceva parte del Granducato di Toscana, era stata trasferita a Bagnone, si avvertì il bisogno di costruire una "chiesa nuova", che fu edificata a partire dal 1785. La chiesa, che ebbe caratteri di monumentalità, fu progettata da Pietro Portugali e fu edificata a spese del Regio patrimonio ecclesiastico. Nella stessa occasione fu restaurato l'antico campanile.